# Maison de la Reine-Jeanne (Pertuis)
La maison de la reine Jeanne est un bâtiment Renaissance, de style maniériste, situé sur la commune de Pertuis, dans le département de Vaucluse , en France.

## Histoire
On ne connait ni la date réelle de sa construction, vers la fin du XVIe siècle, ni le commanditaire. La maison de la reine Jeanne est inscrite au titre des monuments historiques depuis le 12 janvier 1931. Elle date de la fin du XVIe siècle.
Dans les années 1990, un incendie a ravagé une partie du bâtiment, heureusement inoccupé, touchant notamment l'escalier permettant d'accéder aux étages. Des travaux de restauration de l'ensemble de l'édifice ont fait l'objet d'une enquête publique préalable, en 2010, notamment concernant la réfection de la toiture, de l'escalier, des caves, des planchers. La réhabilitation complète prévoit l'aménagement d'appartements, de type T2 et T3.

## Bâtiment
Le bâtiment est cadastré sur la parcelle BV110 de la commune de Pertuis. Se trouvant en angle de rue, en « L », autour d'une cour intérieure, il possède deux façade monumentales. Le projet initial comprenait, pour chaque façade, cinq travées dont les trois centrales comportaient des fenêtres. L'édifice étant inachevé, les façades n'ont jamais connu le plan originel. Les plans initiaux prévoyaient également trois niveaux, surmontés d'une génoise, et d'une corniche, avant la toiture, qui nous sont partiellement parvenus jusqu'à nos jours. Les façades sont ornées de colonnades. Le rez-de-chaussée est atypique, ne possédant que peu d'ouvertures ou fenêtres. Seuls les portails d'accès sont ornés, encadrés de colonnes, et surmontés de corniches. Le portail situé au nord ouvre sur un vestibule, qui relie la rue à la cour intérieure, d’où l'on accède à l'escalier droit.

## Galerie

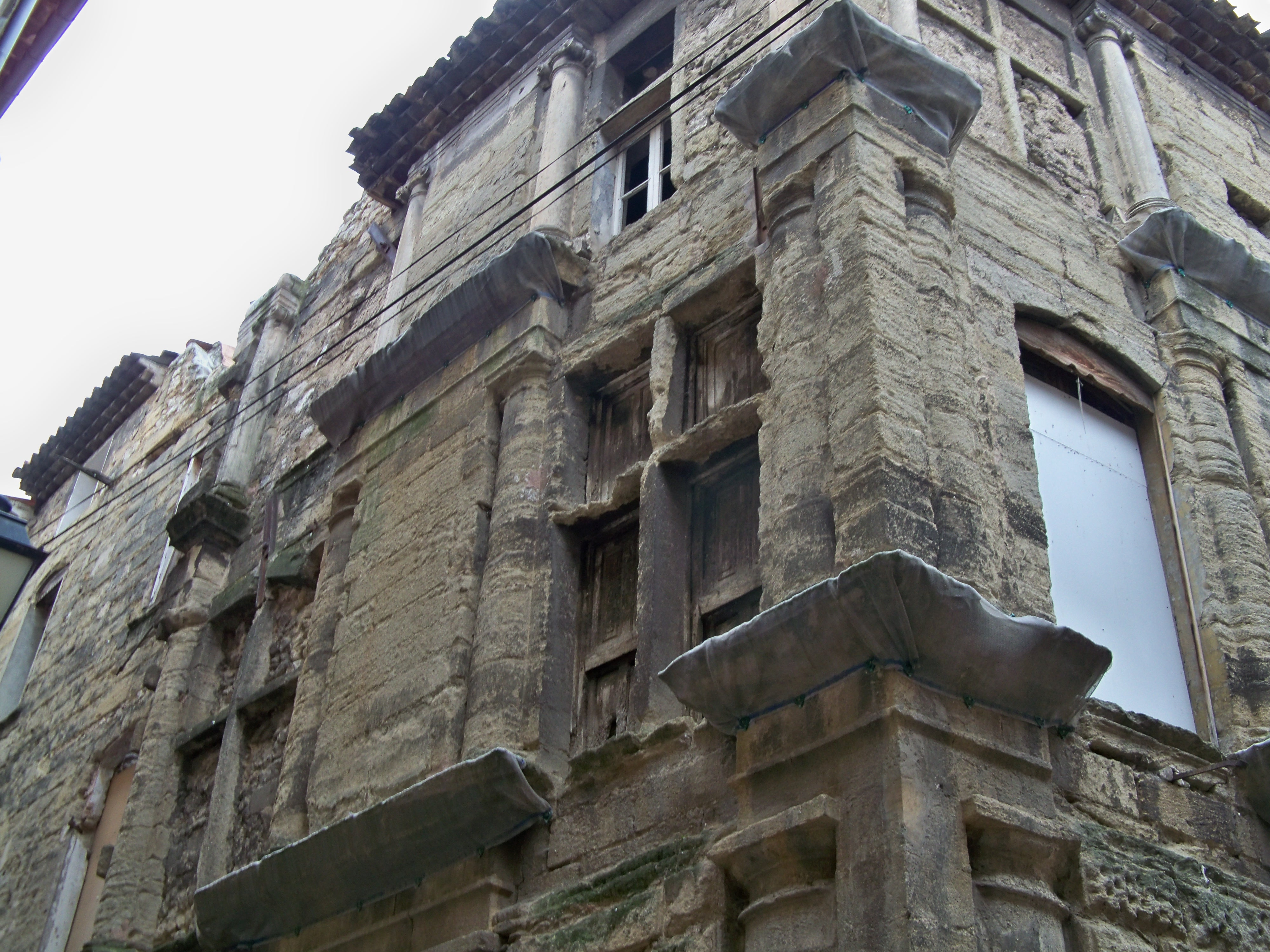
fenêtre de la maison dite de la Reine Jeanne
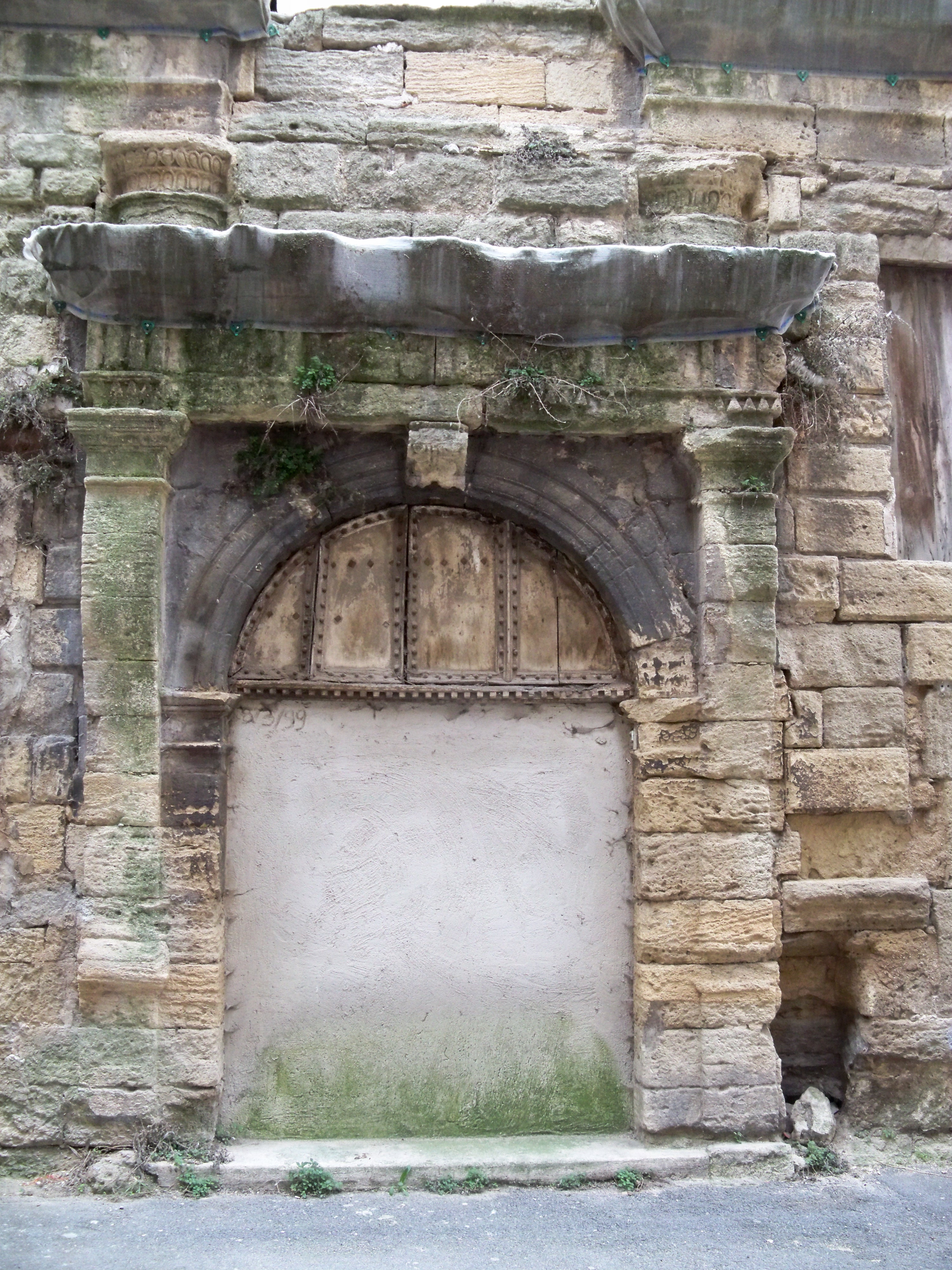
portail nord, en 2011
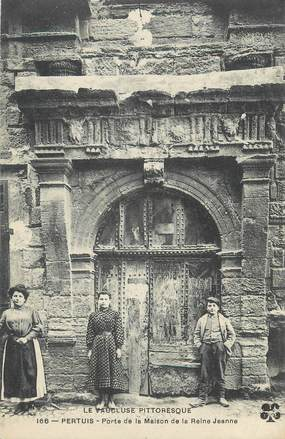
Portail nord, début XXe siècle